# Natalie Duesberg
Natalie Duesberg, geb. Javo[u]rek, auch Duesberg-Javurek (* 14. Januar 1872 in Maribor, Österreich-Ungarn (heute Slowenien); † 22. Februar 1936 in Wien) war Konzertpianistin und Klavierlehrerin.

## Leben
Natalie Javurek studierte bis 1891 Klavier am Wiener Konservatorium bei August Sturm, Julius Epstein sowie privat bei Theodor Leschetizky. Gemeinsam mit ihrem Mann August Duesberg gab sie Konzerte und führte zeitgenössische Kammermusikwerke in Wien ein, besonders von Max Jentsch, aber auch von Antonin Dvořák oder Anton Rubinstein. Natalie Duesberg unterrichtete an der Musikschule ihres Mannes in Wien und war außerdem kompositorisch tätig. Am 19. Februar 1912 führte sie gemeinsam mit ihrer Tochter Nora ihre Sérénade slave im Rahmen des VIII. Abends des Wiener Tonkünstler-Vereins auf.